# Smithfield (Illinois)
Smithfield – wieś w Stanach Zjednoczonych, w stanie Illinois, w hrabstwie Fulton.